# كيفن وايت (لاعب دارت)
كيفن وايت (بالإنجليزية: Kevin White)‏ هو لاعب دارت أسترالي، ولد في 6 أغسطس 1938 في سيدني في أستراليا، وتوفي في 20 مايو 2015.

## وصلات خارجية
- كيفن وايت على موقع DartsDatabase.co.uk (الإنجليزية)